# جريس إليزابيث
جريس إليزابيث هي عارضة أزياء أمريكية ولدت في 18 مارس 1997.في عام 2019 أصبحت ضمن ملائكة فيكتوريا سيكريت
.